# Catopsimorphus marqueti
Catopsimorphus marqueti é uma espécie de insetos coleópteros polífagos pertencente à família Leiodidae.
A autoridade científica da espécie é Fairmaire, tendo sido descrita no ano de 1857.
Trata-se de uma espécie presente no território português.